# 2005年ブルガリア国民議会選挙
2005年ブルガリア国民議会選挙は、ブルガリア共和国の立法府である国民議会（一院制）を構成する議員を全面改選するため2005年6月25日に投票が行われた選挙である。240議席を22の政党や政党連合が争った。

## 選挙制度
- 議員定数：240議席
- 選挙制度：比例代表制
  - 全国を31選挙区に分割（旧行政区画である県を単位とし、首都ソフィアについては3選挙区に分割、第2の人口を有し南部の中心都市であるプロヴディフは市独自の選挙区を構成する）
  - 有効得票総数4％未満の政党や政党連合は、議席を得る事ができない。

## 主要政党及び政党連合
ブルガリアのための連合。ブルガリア語："КОАЛИЦИЯ ЗА БЪЛГАРИЯ"
ブルガリア社会党を中心とした中道左派及び左派の政党連合。
シメオン2世国民運動。ブルガリア語：НАЦИОНАЛНО ДВИЖЕНИЕ СИМЕОН ВТОРИ (НДСВ)
元ブルガリア国王であるシメオン2世が2001年に結成した政党。前回選挙では議席の半数を占める大勝を果たし、党首のシメオンが首相に就任した。
権利と自由のための運動。ブルガリア語：ДПС "ДВИЖЕНИЕ ЗА ПРАВА И СВОБОДИ"
ブルガリア国内の少数民族であるトルコ系住民が主体となっている中道政党。
アタカ国民連合。ブルガリア語：КОАЛИЦИЯ "АТАКА"
反トルコ・反ロマを主張する極右民族主義政党
民主勢力同盟。ブルガリア語：ДЕМОКРАТИЧЕСКА ПАРТИЯ, ДВИЖЕНИЕ
中道右派政党による政党連合
強いブルガリア民主党。ブルガリア語："ДЕМОКРАТИ ЗА СИЛНА БЪЛГАРИЯ" (ДСБ)
ブルガリア国民連合。ブルガリア語："БЪЛГАРСКИ НАРОДЕН СЪЮЗ"

## 選挙結果
投票日：2005年6月25日
| 政党（政党連合）                                            | 得票数    | 得票率  | 議席数 |
| ----------------------------------------------------------- | --------- | ------- | ------ |
| ブルガリアのための連合 "КОАЛИЦИЯ ЗА БЪЛГАРИЯ"               | 1,129,196 | 33.98%  | 82     |
| シメオン2世国民運動 НАЦИОНАЛНО ДВИЖЕНИЕ СИМЕОН ВТОРИ (НДСВ) | 725,314   | 21.83%  | 53     |
| 権利と自由のための運動 ДПС "ДВИЖЕНИЕ ЗА ПРАВА И СВОБОДИ"    | 467,400   | 14.07%  | 34     |
| アタカ国民連合 КОАЛИЦИЯ "АТАКА"                             | 296,848   | 8.93%   | 21     |
| 民主勢力連合 ДЕМОКРАТИЧЕСКА ПАРТИЯ, ДВИЖЕНИЕ                | 280,323   | 8.44%   | 20     |
| 強いブルガリア民主党 "ДЕМОКРАТИ ЗА СИЛНА БЪЛГАРИЯ" (ДСБ)    | 234,788   | 7.07%   | 17     |
| ブルガリア国民連合 "БЪЛГАРСКИ НАРОДЕН СЪЮЗ"                 | 189,268   | 5.70%   | 13     |
| その他の政党及び政党連合                                    | 325,040   | 8.90%   | 0      |
| 合計                                                        | 3,648,177 | 100.00% | 240    |

投票率：55.76％。なお議席を獲得出来なかった政党や政党連合については「その他の政党及び政党連合」としてまとめて扱った。